# Historiador

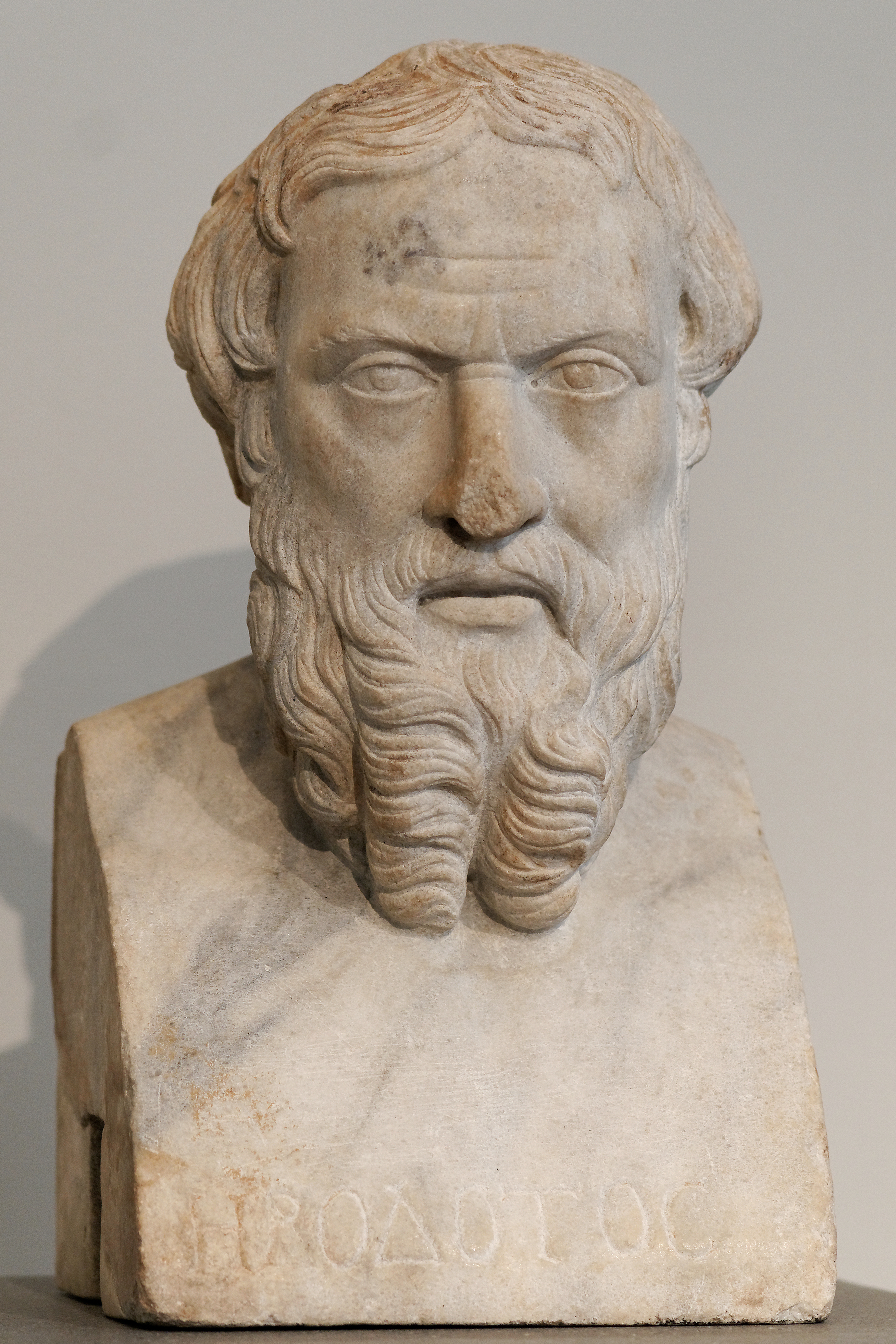
Heródoto es «padre de la historia» en la civilización occidental.

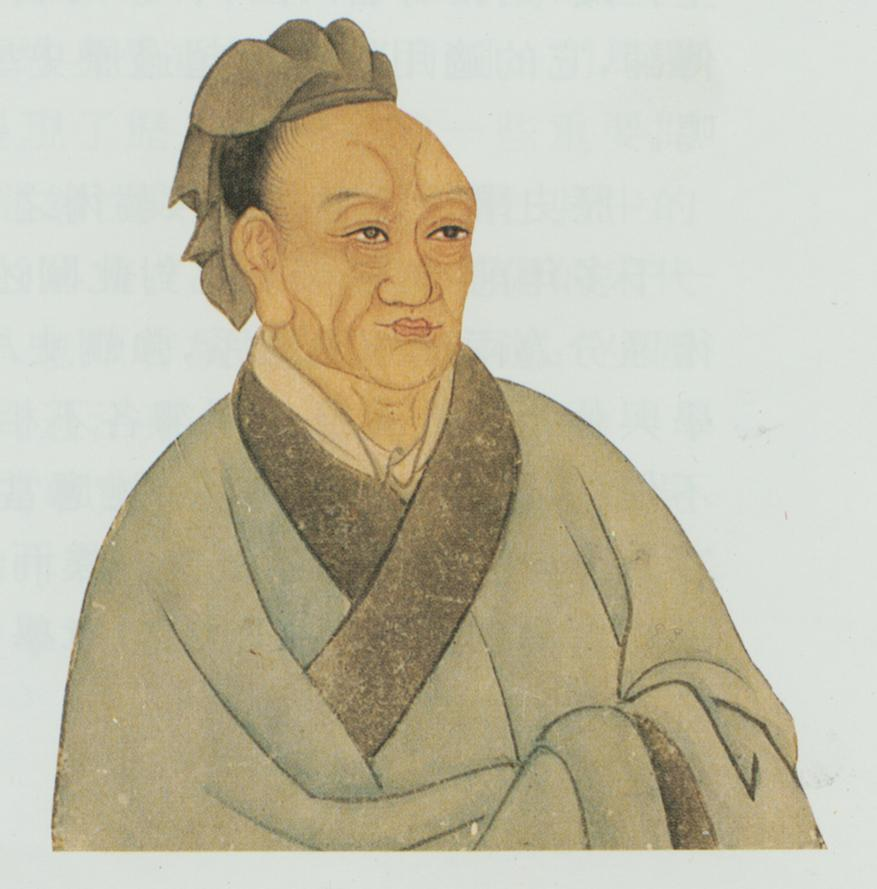
Sima Qian es «padre de la historia» en la civilización china.

Un historiador (en femenino, historiadora) es el titulado universitario y especialista profesional, dedicado al estudio, análisis, investigación y posterior publicación de la Historia como ciencia o disciplina académica. Historiadores que obtienen renombre académico por su formación, experiencia o publicaciones se destacan como una autoridad en su ámbito. Los historiadores se preocupan por investigación metódica del pasado y su narrativa: así, la historiografía es la producción de textos históricos.  
Hasta antes del siglo XIX, no se puede hablar de la historia como una actividad académica por sí misma, por lo que historiadores muchas veces eran científicos sociales que dejaban por escrito elementos del pasado mezclado con otros elementos de tipo filosófico, geográfico, antropológico, religioso, jurídico, económico… e incluso el término también llegó a referirse a otros temas que hoy son ciencias naturales, como un «historiador natural». Asimismo, muchas veces era una actividad secundaria o por ocio de teólogos, juristas, políticos, filósofos, entre otros. Por eso mismo, había nombres de diversas ocupaciones afines a la historia, como un cronista (persona encargada de redactar crónicas o anales) o anticuario (persona interesa por objetos antiguos).  
Hoy en día se puede ser historiador recibiendo una titulación universitaria de educación superior habilitante para la misma.
Por la naturaleza de la historia, el historiador debe estar en contacto con otras disciplinas, en las llamadas disciplinas afines o auxiliares de la historia, donde se encuentran tanto para el uso de fuentes como la interpretación de esta la sociología, economía, antropología, ciencia política, estudios de género, paleografía, archivística, arqueología, entre otras. Un historiador puede ser especialista en un eje temático (como historia social, historia económica, historia política, historia cultural, historia de género, historia del arte, historia de la ciencia…) o en un periodo u ubicación en concentro, muchas veces como una combinación de las tres.

## Análisis e investigación

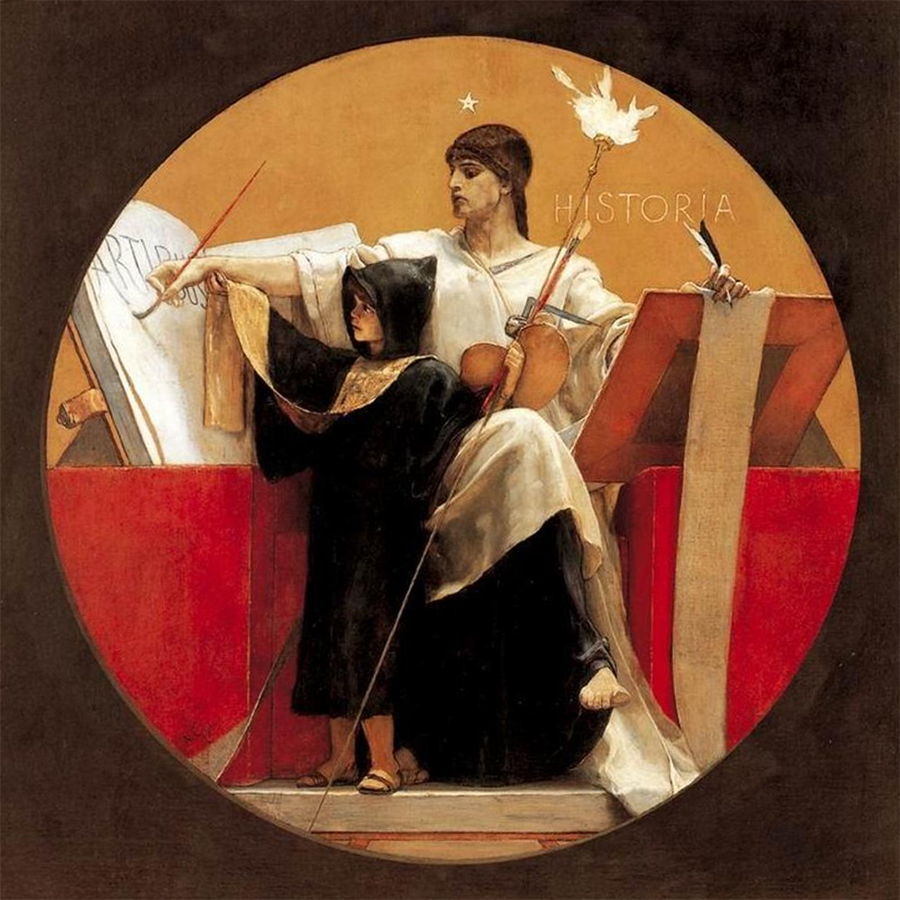
Historia (1892) de Nikolaos Gyzis. Óleo sobre lienzo, 89 cm de diámetro.

El proceso de análisis histórico implica la investigación y el análisis de ideas, hechos y supuestos hechos en competencia para crear narrativas coherentes que expliquen «lo que sucedió» y «por qué» o «cómo sucedió». El análisis histórico moderno generalmente se basa en otras ciencias sociales, incluidas la economía, sociología, política, antropología, filosofía y lingüística. 
Si bien los escritores antiguos normalmente no comparten las prácticas históricas modernas, su trabajo sigue siendo valioso por sus conocimientos dentro del contexto cultural de la época. Una parte importante de la contribución de muchos historiadores modernos es la verificación o el rechazo de relatos históricos anteriores mediante la revisión de fuentes recién descubiertas y estudios recientes o mediante disciplinas paralelas como la arqueología.

### Crítica de fuentes
Hay preguntas clásicas que se ocupan para juzgar una fuente documental, o sea, criticarla: ¿cuándo se produjo la fuente?, ¿dónde se produjo?, ¿quién la produjo?, ¿a partir de qué material preexistente se produjo?, ¿en qué forma original se produjo? y ¿cuál es el valor probatorio de su contenido?
Las cuatro primeras son conocidas como «crítica mayor»; la quinta, «crítica menor»; la mayor y la menor se denominan «crítica externa». La sexta y última se llama crítica interna.

## Historia

### Edad Antigua
En sus cualidades de ser humano, la comprensión del pasado parece ser una necesidad humana universal; por lo que, la narración de la historia ha surgido de forma independiente en las civilizaciones de todo el mundo. Lo que constituye la historia es una cuestión filosófica. Las cronologías más antiguas se remontan a Mesopotamia y al antiguo Egipto, aunque —por su nombre— no se conocía a ningún historiador de aquellas primeras civilizaciones.

#### Grecia

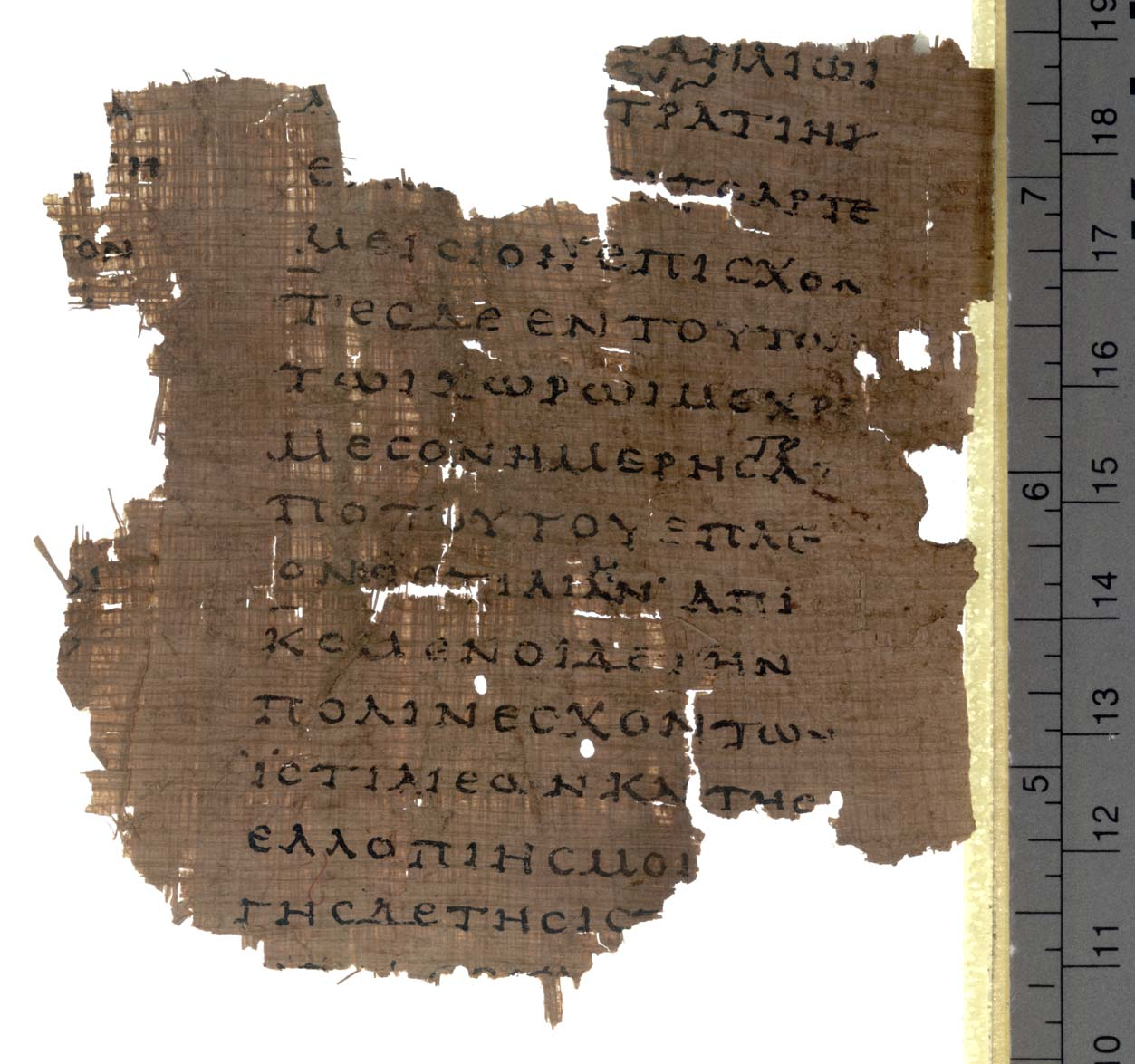
Fragmento de Historias.

En la historiografía griega el pensamiento histórico sistemático surgió en la antigua Grecia, un desarrollo que se convirtió en una influencia importante en la escritura de la historia en otras partes de la región mediterránea. 
La primera obra histórica crítica conocida fue Historias, compuestas por Heródoto, quien más tarde Cicerón lo nombraría padre de la historia. Heródoto intentó distinguir entre cuentas más y menos fiables y llevó a cabo personalmente la investigación de viajar extensamente, dando cuentas escritas de diversas mediterránea culturas. Aunque el énfasis general de Heródoto recae en las acciones y el carácter de los hombres, también atribuyó un papel importante a la divinidad en la determinación de los acontecimientos históricos. 
Tucídides eliminó en gran medida la causalidad divina en su relato de la guerra entre Atenas y Esparta, estableciendo un elemento racionalista que sentó un precedente para los escritos históricos occidentales posteriores. También fue el primero en distinguir entre la causa y los orígenes inmediatos de un evento, mientras que su sucesor Jenofonte introdujo elementos autobiográficos y estudios de carácter en su Anábasis.

#### Roma
En la historiografía romana se adaptó la tradición griega. Si bien las primeras obras romanas todavía se escribieron en griego, Los Orígenes de Catón el Viejo se escribió en latín, en un esfuerzo consciente por contrarrestar la influencia cultural griega. Estrabón fue un importante exponente de la tradición grecorromana de combinar la geografía con la historia, presentando una historia descriptiva de los pueblos y lugares conocidos en su época. 
Livio registra el ascenso de Roma de ciudad-estado al imperio; su especulación sobre lo que habría sucedido si Alejandro Magno hubiera marchado contra Roma representa el primer caso conocido de historia alternativa.

#### China

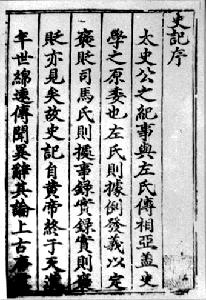
Página original de Memorias históricas.

En la historiografía china, el Clásico de historia es uno de los cinco clásicos de los textos clásicos chinos y una de las primeras narrativas de China. Los Anales de primavera y otoño, la crónica oficial del estado Lu que cubre el período del 722 al 481 a. C., se encuentra entre los primeros textos históricos chinos supervivientes dispuestos sobre principios analísticos, y se le atribuye principalmente a Confucio. 
Sima Qian fue la primera en China en sentar las bases para la escritura histórica profesional; su trabajo escrito en Memorias históricas, un logro monumental de toda la vida en literatura. Su alcance se remonta al siglo XVI a. C. e incluye muchos tratados sobre temas específicos y biografías individuales de personas prominentes y también explora las vidas y los hechos de los plebeyos, tanto contemporáneos como de épocas anteriores.
Otros historiadores de la época destacados son Zuo Qiuming (que se le atribuye Zuo Zhuan), Ban Biao (autor de la primera del Libro de Han, libro que abarca desde el 206 a. C. hasta el 25 d. C.), Ban Gu (autor de Wen Xuan, antología de poemas y otras obras literarias antiguas ordenadas cronológicamente), Ban Zhao (autora de la segunda parte del Libro de Han), Chen Shou, Fa Xian y Shen Yue.

### Edad Media

#### Reinos cristianos
La historiografía cristiana comenzó temprano, quizás ya en Lucas-Hechos, que es la fuente principal de la Era Apostólica. Escribir historia fue popular entre los monjes cristianos y el clero en la Edad Media; escribieron sobre la historia de Jesucristo, la Iglesia y sus patrocinadores y la historia dinástica de los gobernantes locales. 
En la Alta Edad Media, la escritura histórica a menudo tomaba la forma de anales o crónicas que registraban eventos año tras año, pero este estilo tendía a obstaculizar el análisis de eventos y causas. Un ejemplo de este tipo de escritura son las Crónicas anglosajonas, que fueron obra de varios escritores diferentes: se inició durante el reinado de Alfredo el Grande a fines del siglo IX, pero una copia aún se estaba actualizando en 1154.
Leonardo Bruni fue un historiador italiano que fue el primero en proponer la división de la historia de la humanidad en grandes periodos (Edad Antigua, Edad Media y Edad Moderna), pues, aunque actualmente no se usa la clasificación propuesta por él, sí sentó las bases para la clasificación historiográfica actual (en donde se agrega la Edad Contemporánea).

#### Arabia
La historiografía del Islam primitivo empezó con los escritos históricos musulmanes comenzaron a desarrollarse por primera vez en el siglo VII, con la reconstrucción de la vida de su profeta Mahoma en los siglos posteriores a su muerte. Con numerosas narraciones contradictorias sobre Mahoma y sus compañeros de varias fuentes, los eruditos tuvieron que verificar qué fuentes eran más confiables. Para evaluar estas fuentes, desarrollaron diversas metodologías, como la «ciencia de la biografía», la «ciencia del hadiz» y el «Isnad» (cadena de transmisión). 
Posteriormente aplicaron estas metodologías a otras figuras históricas en la Edad de Oro del islam. Los historiadores famosos de esta tradición incluyen a Urwah ibn Zubayr, Wahb ibn Munabbih, Ibn Ishaq, al-Waqidi, Ibn Hisham, Muhammad al-Bukhari e Ibn Hajar al-Asqalani.

### Edad Moderna

#### Ilustración

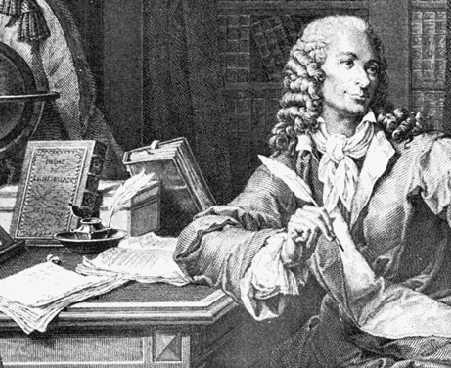
Las obras de Voltaire son un claro ejemplo de escritura histórica.

Durante la Ilustración comenzó el desarrollo moderno de la historiografía mediante la aplicación de métodos escrupulosos. Voltaire fue uno de los denominados «philosophes» y tuvo una enorme influencia en el arte de escribir historia. Sus historias más conocidas son La época de Luis XIV en 1751 y Ensayo sobre las costumbres y el Espíritu de las Naciones en 1756. Voltaire dijo en 1739: «Mi objetivo principal no es la historia política o militar, es la historia de las artes, del comercio, de la civilización, en una palabra, de la mente humana». Rompió con la tradición de narrar eventos diplomáticos y militares, y enfatizó las costumbres, la historia social y los logros en las artes y las ciencias. Fue el primer erudito en hacer un intento serio de escribir la historia del mundo, eliminando los marcos teológicos y enfatizando la economía, la cultura y la historia política.
Asimismo, el filósofo David Hume estaba teniendo un impacto similar en la historia de Gran Bretaña. En 1754, publicó Historia de Inglaterra, una obra de seis volúmenes que se extendió desde la invasión de Julio César hasta la Revolución Gloriosa. Hume adoptó un alcance similar al de Voltaire en su historia; además de la historia de los reyes, los parlamentos y los ejércitos, examinó la historia de la cultura, incluidas la literatura y la ciencia.
William Robertson fue un historiador escocés que obtuvo el título de «Historiógrafo real de Escocia» publicó Historia de Escocia (1542-1603), en 1759 y su obra más famosa, Historia del reinado de Carlos V en 1769. Su erudición fue minuciosa para la época y pudo acceder a una gran cantidad de fuentes documentales que antes no habían sido estudiadas; también fue uno de los primeros historiadores que comprendió la importancia de las ideas generales y de aplicación universal en la configuración de los acontecimientos históricos.
La cúspide de los historiadores durante la Ilustración se alcanzó con la monumental obra de seis volúmenes Historia de la decadencia y caída del Imperio romano, publicada por Edward Gibbon en 1776. Debido a su relativa objetividad y uso intensivo de fuentes primarias, en el momento en que su metodología se convirtió en un modelo para los historiadores posteriores. Esto ha llevado a que Gibbon sea llamado el primer «historiador moderno».

### sigloXX
El término «historia whig» fue acuñado por Herbert Butterfield en su breve libro The Whig Interpretation of History (una referencia a los whigs británicos, defensores del poder del Parlamento) de 1931 para referirse al enfoque de la historiografía que presenta el pasado como un inevitable progresión hacia una libertad e ilustración cada vez mayores, que culminan en formas modernas de democracia liberal y monarquía constitucional.
En general, los historiadores Whig enfatizaron el surgimiento del gobierno constitucional, las libertades personales y el progreso científico. El término también se ha aplicado ampliamente en disciplinas históricas fuera de la historia británica (la historia de la ciencia, por ejemplo) para criticar cualquier narrativa teleológica (o dirigida a objetivos), basada en héroes y transhistórica.
El antídoto de Butterfield para la historia Whig era «evocar una cierta sensibilidad hacia el pasado, la sensibilidad que estudia el pasado “por el pasado”, que se deleita en lo concreto y lo complejo, que “sale al encuentro de la pasado”, que busca “diferencias entre el pasado y el presente”». La formulación de Butterfield recibió mucha atención, y el tipo de escritura histórica contra la que argumentó en términos generalizados ya no es académicamente respetable.
La historiografía marxista se desarrolló como una escuela de historiografía influenciada por los principales principios del marxismo, incluida la centralidad de la clase social y las limitaciones económicas en la determinación de los resultados históricos. Friedrich Engels escribió The Condition of the Working Class in England en 1844, que fue sobresaliente en la creación del ímpetu socialista en la política británica. El problema agrario en el siglo XVI (1912) de R. H. Tawney y La religión y el surgimiento del capitalismo (1926), reflejan sus preocupaciones éticas y sus preocupaciones en la historia económica.
Un círculo de historiadores dentro del Partido Comunista de Gran Bretaña (CPGB) se formó en 1946 y se convirtió en un grupo muy influyente de historiadores marxistas británicos, que contribuyeron a la historia desde abajo y a la estructura de clases de la sociedad capitalista primitiva. Los miembros incluyeron a Christopher Hill, Eric Hobsbawm y E. P. Thompson.

## Historiadores
wfwfn
A lo largo de la historia, han existido muchos historiadores influyentes que han marcado un antes y un después en cómo entendemos y escribimos la historia. Aquí te menciono cinco de los más importantes, junto con sus contribuciones clave:
### 1. **Heródoto (484 a. C. - 425 a. C.)**
   - **Contribución**: Considerado el "padre de la historia", Heródoto fue el primer historiador en abordar la historia de manera sistemática y narrativa. Su obra *Historias* abarca la historia de las guerras entre griegos y persas, pero también incluye relatos sobre diversas culturas, tradiciones y costumbres de pueblos de todo el mundo conocido en su tiempo. Aunque su obra tiene un enfoque un tanto mitológico y no siempre rigurosamente factual, estableció el formato de narrar los eventos históricos de manera coherente y analítica.
### 2. **Tucídides (460 a. C. - 400 a. C.)**
   - **Contribución**: Tucídides, otro historiador griego, es considerado uno de los padres de la historia moderna por su enfoque más crítico y analítico en la narrativa histórica. Su obra *Historia de la Guerra del Peloponeso* es un ejemplo temprano de historia escrita con un enfoque en la causa y el efecto, evitando el uso de mitos y leyendas. Tucídides es conocido por su objetividad y por ser un pionero en la idea de que los eventos históricos deben ser explicados por las decisiones humanas, más que por influencias divinas.
### 3. **Leopold von Ranke (1795 - 1886)**
   - **Contribución**: Historiador alemán considerado uno de los fundadores de la historiografía moderna. Su enfoque estuvo en la objetividad y en la "historia tal como realmente sucedió". Ranke insistió en que los historiadores debían basarse exclusivamente en fuentes primarias, como documentos y archivos, para reconstruir los hechos de manera imparcial. Su influencia es fundamental en el desarrollo de la historia como una disciplina científica.
### 4. **Fernand Braudel (1902 - 1985)**
   - **Contribución**: Braudel fue uno de los principales exponentes de la escuela de los *Annales* en Francia, que propuso una historia más centrada en las estructuras a largo plazo (como la geografía, la economía y las mentalidades) en lugar de los eventos políticos y militares inmediatos. Su obra *El Mediterráneo y el mundo mediterráneo en la época de Felipe II* es un ejemplo emblemático, donde analizó la historia del Mediterráneo no solo a través de los eventos políticos, sino también desde una perspectiva más amplia, considerando factores geográficos y económicos.
### 5. **Edward Gibbon (1737 - 1794)**
   - **Contribución**: Gibbon es más conocido por su monumental obra *Historia de la decadencia y caída del Imperio Romano*, en la que examina las causas de la caída del Imperio Romano desde una perspectiva que destaca factores internos, como la corrupción y el debilitamiento de las instituciones, más que factores externos como las invasiones bárbaras. Su enfoque fue innovador para la época y sigue siendo una referencia fundamental en el estudio de la historia antigua y de la historiografía.
### Conclusión:
Estos historiadores no solo han hecho grandes contribuciones a la comprensión de los eventos del pasado, sino que también han moldeado la forma en que entendemos la metodología histórica, influyendo profundamente en cómo los historiadores de hoy en día trabajan con fuentes, contextos y teorías. Cada uno aportó algo único, desde la narración de los hechos hasta la creación de nuevos enfoques para el análisis histórico.